# Dakimakura

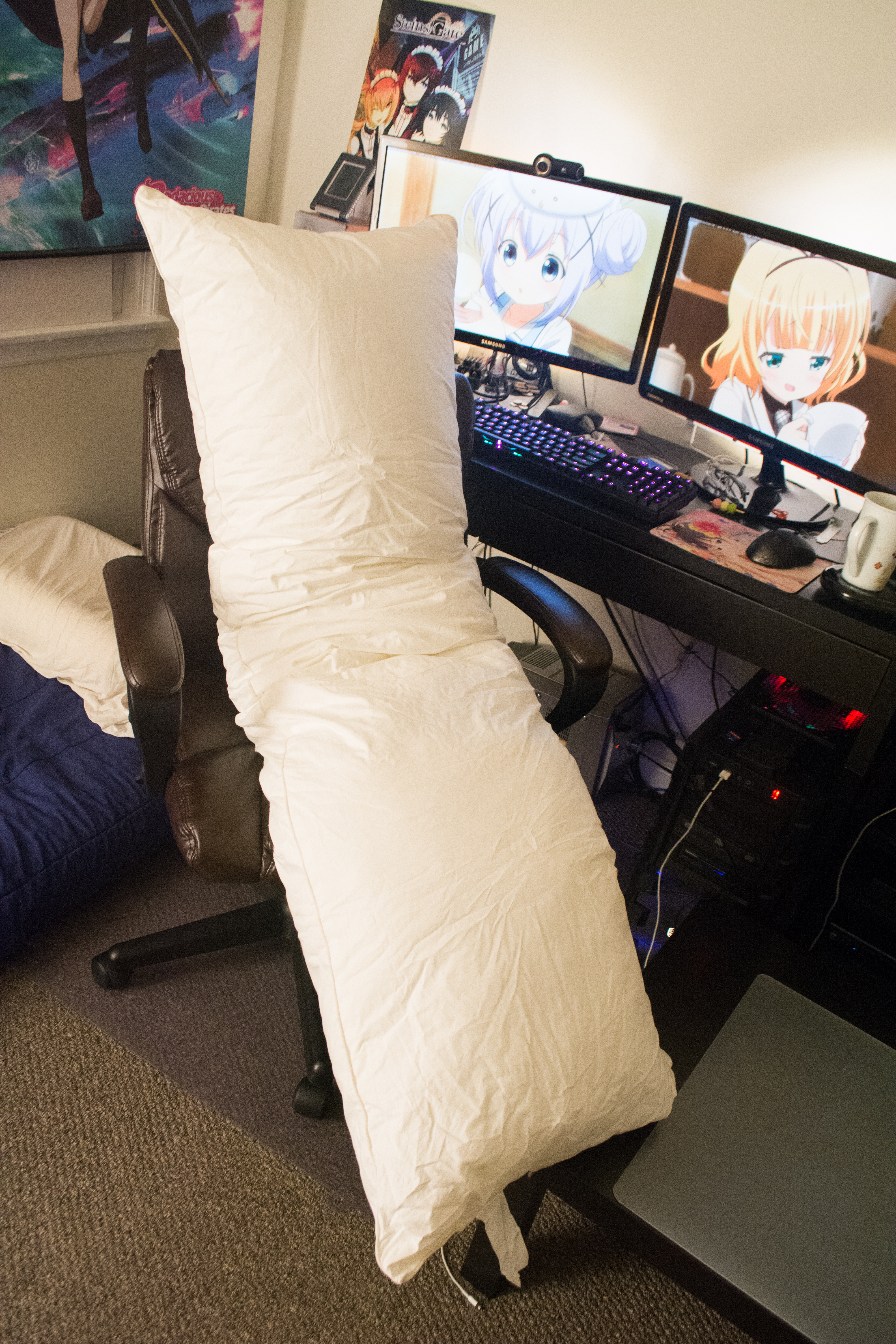
Um dakimakura sem nenhuma impressão

Dakimakura (抱き枕; de daki 抱き "abraçar" e makura 枕 "travesseiro") é um tipo de travesseiro grande do Japão que geralmente junto com fronhas representando personagens de anime. No Japão, os dakimakura são similares aos travesseiros ortopédicos ocidentais e são comumente utilizados pelos jovens japoneses como "objetos de apego".

## História
Durante o final dos anos 90 e início dos anos 2000, os dakimakura começaram a se entrelaçar com a cultura otaku, levando à produção de fronhas com imagens impressas de bishōjo e bishōnen em diversas poses deitadas de vários animes ou jogos bishōjo. Muitas dessas primeiras fronhas otaku foram lançadas pela Cospa, uma loja de produtos e roupas de personagens que, até 2018, continuou a lançar fronhas oficiais de dakimakura.
Embora os dakimakura sejam às vezes chamados de "esposa holandesa", a definição original dessa frase está mais próxima do chikufujin, ou "esposa de bambu". O ano de 2015 viu alguns dos primeiros dakimakura falantes com o Ita-Supo e sua mascote, Rina Makuraba. Foi inventado pelo ex-pesquisador do Instituto de Tecnologia de Kyushu, Koichi Uchimura.

## Tamanhos
Dakimakuras estão principalmente disponíveis em dois tamanhos, 160 ou 150 cm de comprimento com 50 cm de largura (100 cm de circunferência).
Antes de meados dos anos 2000, os dakimakuras estavam disponíveis em um único tamanho: 160 cm × 50 cm. Desde o final dos anos 2000, dakimakuras de 150 cm × 50 cm tornaram-se disponíveis e cada vez mais populares devido à economia nos custos de envio, ficando abaixo do limite de peso de 2 kg para envio aéreo.
Com o aumento da popularidade, foram criados novos tamanhos para se adaptar a diferentes alturas e idades. Embora existam outras opções disponíveis, os cinco tamanhos mais populares são: 180 x 60, 170 x 60, 160 x 60, 150 x 50 e 140 x 40 cm.

## Love pillows
Love pillows (travesseiros do amor) são um subconjunto de dakimakura que geralmente retratam imagens em tamanho real de personagens em poses sugestivas. Elas podem retratar personagens de anime, personagens furry, ou atores pornográficos.